# 乌苏里锦鸡儿
乌苏里锦鸡儿（学名：Caragana ussuriensis）为豆科锦鸡儿属下的一个种。其种加词“ussuriensis”意为“乌苏里的”。